# Acacia oreophila
Acacia oreophila é uma espécie de leguminosa do gênero Acacia, pertencente à família Fabaceae.